# Матриця суміжності
Матриця суміжності — один із способів представлення графу у вигляді матриці.

## Означення
Матриця суміжності графу G зі скінченною кількістю вершин n (пронумерованих числами від 1 до n) — це квадратна матриця A розміру n, в якій значення елементу aij рівне числу ребер з i-ї вершини графу в j-у вершину.
Іноді, особливо у разі неорієнтованого графу, петля (ребро з i-ї вершини в саму себе) вважається за два ребра, тобто значення діагонального елементу aii в цьому випадку рівне подвоєному числу петель навколо i-ї вершини.
Матриця суміжності простого графу (що не містить петель і кратних ребер) є бінарною матрицею і містить нулі на головній діагоналі.

## Приклади
| Маркований граф           | Матриця суміжності |
| ------------------------- | --- |
|                           | {\displaystyle {\begin{pmatrix}1&1&0&0&1&0\\1&0&1&0&1&0\\0&1&0&1&0&0\\0&0&1&0&1&1\\1&1&0&1&0&0\\0&0&0&1&0&0\\\end{pmatrix}}} Координати 1-6. |
| Граф Науру                | Координати 0-23. Білі клітинки — нулі, кольорові клітинки — одиниці.                                                                         |
| Орієнтований Граф Келі S4 | Оскільки граф є орієнтованим, матриця не симетрична.                                                                                         |

- Матриця суміжності повного графу Kn містить одиниці у всіх своїх елементах, окрім головної діагоналі, на якій розташовані нулі.

- Матриця суміжності порожнього графу, що не містить жодного ребра, складається лише з нулів.

## Властивості
Матриця суміжності неорієнтованого графу симетрична, а значить володіє дійсними власними значеннями і ортогональним базисом з власних векторів. Набір її власних значень називається спектром графу, і є основним предметом вивчення спектральної теорії графів.
Два графи G1 і G2 з матрицями суміжності A1 і A2 є ізоморфними якщо і тільки якщо існує матриця перестановок P, така що

PA1P-1 = A2.
З цього випливає, що матриці A1 і A2 подібні, а значить мають рівні набори власних значень, визначників і характеристичні многочлени. Проте зворотне твердження не завжди вірне — два графи з подібними матрицями суміжності можуть бути неізоморфними.

## Степені матриці
Якщо A — матриця суміжності графу G, то матриця Am володіє наступною властивістю: елемент в i-му рядку, j-му стовпці рівний числу шляхів з i-ї вершини в j-ю, що складаються з рівно m ребер.

## Структура даних
Матриця суміжності і списки суміжності є основними структурами даних, що використовуються для представлення графів в комп'ютерних програмах.
Використання матриці суміжності переважно тільки у разі щільних графів, з великим числом ребер, оскільки вона вимагає зберігання по одному біту даних для кожного елементу. Якщо граф розріджений, то велика частина пам'яті марно буде витрачатися на зберігання нулів, зате у разі щільних графів матриця суміжності достатньо компактно представляє граф в пам'яті.
У алгоритмах, що працюють із зваженими графами (наприклад в алгоритмі Флойда-Уоршола), елементи матриці суміжності замість чисел 0 і 1, вказуючих на присутність або відсутність ребра, часто містять ваги самих ребер. При цьому на місце відсутніх ребер ставлять деяке спеціальне значення, залежне від вирішуваної задачі, звичайно 0 або {\displaystyle \infty }.